# Andreas Fritsch (Altphilologe)

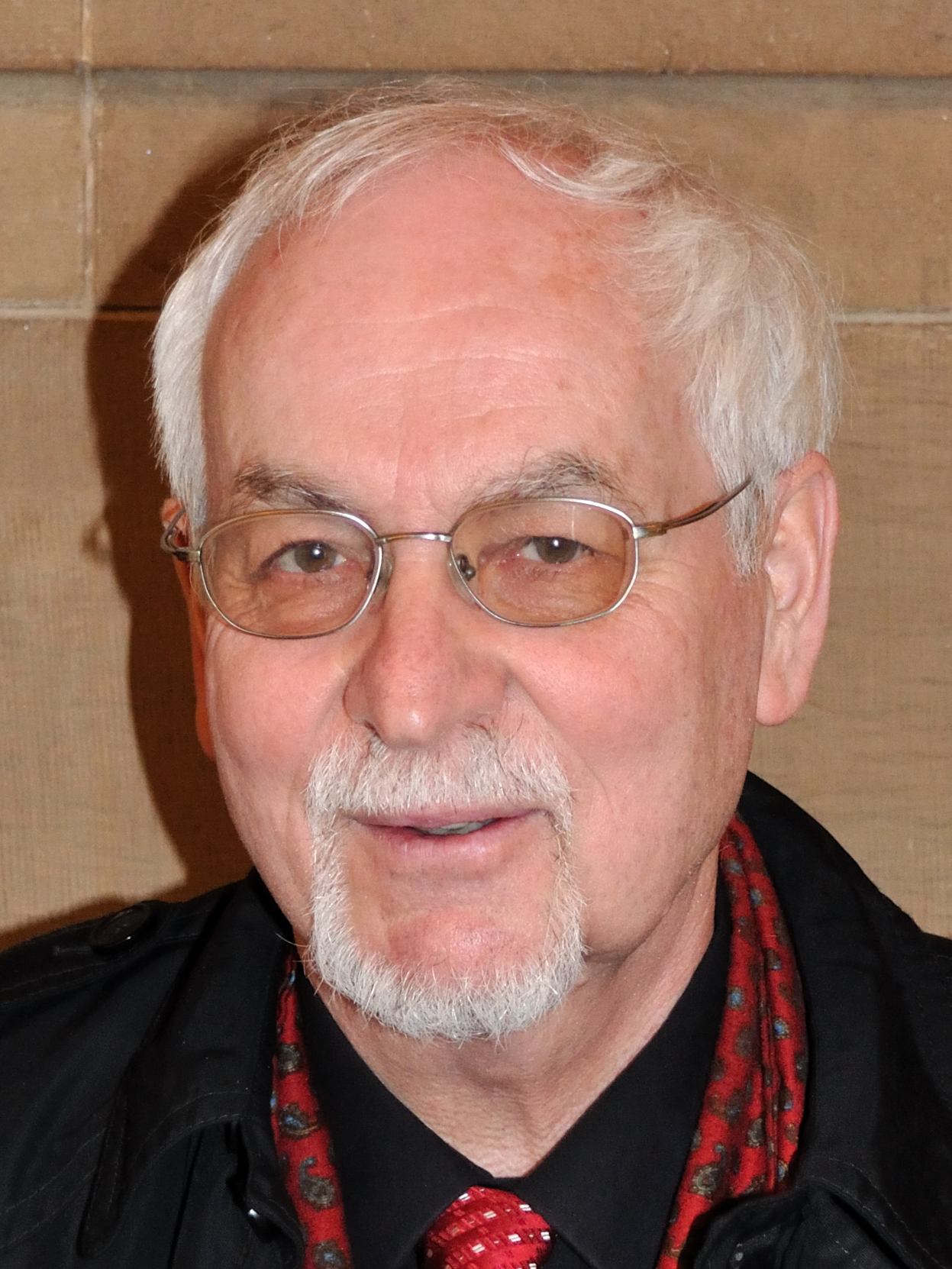
Andreas Fritsch beim Bundeskongress des Deutschen Altphilologenverbandes 2010 in Freiburg im Breisgau.

Andreas Fritsch (* 2. September 1941 in Guhrau/Schlesien) ist ein deutscher Altphilologe mit dem fachlichen Schwerpunkt Lateinische Sprache und Literatur und ihre Didaktik.

## Leben und beruflicher Werdegang
Nach dem Abitur in Berlin (1960) studierte Andreas Fritsch an der dortigen Freien Universität und in Münster/Westfalen Pädagogik und spezialisierte sich früh auf das Schulfach Latein. Nach dem ersten (1964) und zweiten Staatsexamen (1966) trat er in den Schuldienst ein. Ab 1969 lehrte er an der Pädagogischen Hochschule Berlin, ab 1972 als Professor. Ab 1970 nahm er zusätzlich einen Lehrauftrag für Didaktik des Lateinunterrichts an der Freien Universität Berlin wahr. Von 1980 bis 2007 war er Professor an der Freien Universität, ab 1987 mit dem Titel Universitätsprofessor. Daneben gab er neun Jahre lang Lateinunterricht an verschiedenen Schulen. Von 2001 bis 2007 lehrte er auch an der Humboldt-Universität zu Berlin in der Disziplin Fachdidaktik Latein.
In der akademischen Selbstverwaltung war Fritsch mehrfach geschäftsführender Direktor des Instituts für Sprach- und Literaturdidaktik, des Zentralinstituts für Fachdidaktiken und des Instituts für Griechische und Lateinische Philologie der Freien Universität.

## Fachliche Interessengebiete
Fritschs Forschungsschwerpunkte liegen im Bereich der
- Geschichte und Didaktik des Lateinunterrichts, insbesondere Studien zur Lehrbuch-Kritik und -entwicklung,
- Phaedrus als Schulautor,
- die Vulgata als Schullektüre,
- Latinitas viva (wörtlich: Lebendige Latinität, d. h. Anregungen zum gesprochenen Latein),
- der altsprachliche Unterricht in der NS-Zeit und in der Weimarer Republik,
- Studien zu Comenius (1592–1670) und
- zum preußischen Schulreformer Friedrich Gedike (1754–1803).

## Überregionales Wirken
Seit 1991 ist Fritsch Schriftleiter des „Mitteilungsblattes des Deutschen Altphilologenverbandes“, ab 1997 unter dem Titel „Forum Classicum“. Von 2005 bis 2013 war er Vorsitzender der Deutschen Comenius-Gesellschaft und seit 2005 Mitglied der Academia Latinitati Fovendae in Rom. Zum 60. Geburtstag wurde ihm der 50. Band der von Friedrich Maier herausgegeben Auxilia-Reihe gewidmet (Alte Texte in neuem Rahmen, herausgegeben von Stefan Kipf), zum 70. Geburtstag die von Stefan Kipf und Markus Schauer herausgegebene „Bibliographie für den Lateinunterricht 2, Clavis Didactica“ (Bamberg 2011).

## Auszeichnungen
Am 2. Dezember 2013 erhielt Andreas Fritsch das Bundesverdienstkreuz 1. Klasse für seine „Verdienste um die Lateinische Sprache und Literatur und ihre Didaktik“. Am 26. Juni 2014 wurde ihm „für die hervorragende Zusammenarbeit und für die Verbreitung des Vermächtnisses von J.A. Comenius in Deutschland“ vom National Pedagogical Museum and Library of J.A. Komenský (Národní pedagogické muzeum a knihovna J. A. Komenského) in Prag die Comenius-Medaille verliehen.

## Autoren- und Herausgeberschaften lateinischer Schulbücher (Auswahl)
- CURSUS. Oldenbourg Schulbuchverlag, München 2005, ISBN 3-486-87705-4.